# 子どもへの暴力防止プログラム
子どもへの暴力防止プログラム（こどもへのぼうりょくぼうしプログラム、Child Assault Prevention）とは、いじめ、虐待、性暴力などの人権侵害行為に対して、大人の援助を得つつ護身術を含み子ども自身が実践できる人権教育として、アメリカ合衆国で考案されたものである。略称、CAP（キャップ）。
1978年、アメリカ合衆国・オハイオ州レイプ救援センターで発表される。
1985年、森田ゆりが日本に紹介。
1996年頃から、各地でスペシャリスト養成講座が開かれるようになり、具体的な場面に応じた対応方法を教えている。
2001年、CAPスペシャリストの養成等を行う機関として、特定非営利活動法人CAPセンター・JAPAN設立。
2009年、一般社団法人J-CAPTA（ジェイ-キャプタ）設立、国内北部エリアを担当。CAPセンター・JAPANは以後南部エリアを担当。

## 概要
日本では、主として公立小学校（学校またはPTA主催）や自治体、児童養護施設や市民団体による企画などで実施され、人権教育として行われている。
実施プログラムは、教職員・保護者・地域住民向けの「CAP大人ワークショップ」と、児童向けの「CAP子どもワークショップ」に大別される。
子どもワークショップとして、小学生以上向け（小学生プログラム）、中学生以上向け（中学生暴力防止プログラム）、3歳以上向け（就学前プログラム）、特別支援学級向け（スペシャルニーズプログラム）が用意されている。
そのシナリオは実施効果を最大限に発揮するため、地域トレーニングセンター(regional training center;RTC)およびICAPにより権限の管理がなされており、ワークショップの部分を切り取った実施や無断の改変は認められていない。また、大人ワークショップが行われない状態で子どもワークショップを行うこともできない。